# Большой Ирыч
Большой Ирыч — река в России, протекает в Коми. Устье реки находится в 608 км по правому берегу реки Мезень. Длина реки составляет 32 км.

## Данные водного реестра
По данным государственного водного реестра России относится к Двинско-Печорскому бассейновому округу, водохозяйственный участок реки — Мезень от истока до водомерного поста у деревни Малонисогорская. Речной бассейн реки — Мезень.
Код объекта в государственном водном реестре — 03030000112103000044039.